# Aland (Altmark)
Aland è un comune tedesco di 1 344 abitanti situato nel land della Sassonia-Anhalt.
Il comune di Aland comprende le seguenti sette frazioni:
- Aulosen
- Krüden
- Pollitz
- Scharpenhufe
- Vielbaum
- Wahrenberg
- Wanzer